# Сяо Ма
Сяо Ма (кит. 肖玛; род. 1981) — китайский оперный певец и музыкальный педагог, первый профессиональный контратенор Китая. Исполняет также традиционную китайскую музыку.
Окончил колледж искусств в Чэнду, затем Университет Сихуа в том же городе. С 2000 г. преподавал вокал в Сычуаньском педагогическом университете, одновременно выступал как пианист-аккомпаниатор. Написал учебное пособие по аккомпанементу к танцу. С 2011 г. профессор Педагогического университета Гуйчжоу в Гуйяне.
В 2006 г. голос Сяо Ма привлёк внимание известного китайского оперного певца Гун Дунцзяня, обеспечившего провинциальному музыканту дебют в 2007 г. на одной из ведущих национальных оперных сцен — Шанхайского большого театра в партии Керубино («Женитьба Фигаро» Вольфганга Амадея Моцарта). Совершенствовал мастерство вокалиста под руководством австрийского специалиста Герхарда Кари.
Гастролировал в различных европейских странах, исполняя арии Георга Фридриха Генделя и Антонио Вивальди. В 2009 г. выступал в США, в 2010 г. в Южной Корее. В 2012 г. предпринял концертное турне по Новой Зеландии, в 2018 г. вернулся в эту страну для исполнения мировой премьеры написанной для него симфонии «Дикая вишня» Гао Пина.